# Court and Spark
Az 1974-es Court and Spark Joni Mitchell hatodik nagylemeze. Az album nagy kereskedelmi sikereknek örvendett, az Egyesült Államokban a 2., Kanadában a listák élére került, míg a RIAA duplaplatinává minősítette a lemezt (Mitchell lemezei nem kaptak jobb minősítést). 2003-ban 111. lett a Rolling Stone magazin Minden idők 500 legjobb albuma listáján. Szerepel az 1001 lemez, amit hallanod kell, mielőtt meghalsz című könyvben.

## Az album dalai
| 1. | Court and Spark   | Joni Mitchell | 2:46 |
| 2. | Help Me           | Joni Mitchell | 3:22 |
| 3. | Free Man in Paris | Joni Mitchell | 3:02 |
| 4. | People's Parties  | Joni Mitchell | 2:15 |
| 5. | Same Situation    | Joni Mitchell | 2:57 |

| 1. | Car on a Hill        | Joni Mitchell            | 3:02 |
| 2. | Down To You          | Joni Mitchell            | 5:38 |
| 3. | Just Like This Train | Joni Mitchell            | 4:24 |
| 4. | Raised on Robbery    | Joni Mitchell            | 3:06 |
| 5. | Trouble Child        | Joni Mitchell            | 4:00 |
| 6. | Twisted              | Annie Ross, Wardell Grey | 2:21 |

## Közreműködők
- Joni Mitchell – ének, háttérvokál, akusztikus gitár, zongora, clavinet a Down to You-n
- John Guerin – dob, ütőhangszerek
- Wilton Felder – basszusgitár
- Max Bennett – basszusgitár a Trouble Child-on
- Jim Hughart – basszusgitár a People's Parties és Free Man in Paris dalokon
- Milt Holland – csőharang a Court and Spark-on
- Tom Scott – fa- és rézfúvós hangszerek
- Chuck Findley – trombita a Twisted és Trouble Child dalokon
- Joe Sample – elektromos zongora, clavinet a Raised on Robbery-n
- David Crosby – háttérvokál a Free Man in Paris és Down to You dalokon
- Graham Nash – háttérvokál a Free Man in Paris-on
- Susan Webb – háttérvokál a Down to You-n
- Larry Carlton – elektromos gitár
- Wayne Perkins – elektromos gitár a Car on a Hill-en
- Dennis Budimir – elektromos gitár a Trouble Child-on
- Robbie Robertson – elektromos gitár a Raised on Robbery-n
- José Feliciano – elektromos gitár a Free Man in Paris-on
- Cheech Marin – háttérvokál a Twisteden
- Tommy Chong – háttérvokál a Twisteden

## Fordítás
Ez a szócikk részben vagy egészben a Court and Spark című angol Wikipédia-szócikk ezen változatának fordításán alapul.  Az eredeti cikk szerkesztőit annak laptörténete sorolja fel. Ez a jelzés csupán a megfogalmazás eredetét és a szerzői jogokat jelzi, nem szolgál a cikkben szereplő információk forrásmegjelöléseként.